# Xyris stenocephala
Xyris stenocephala är en gräsväxtart som beskrevs av Gustaf Oskar Andersson Malme. Xyris stenocephala ingår i släktet Xyris och familjen Xyridaceae. Inga underarter finns listade i Catalogue of Life.